# Estudiantina bayonnaise

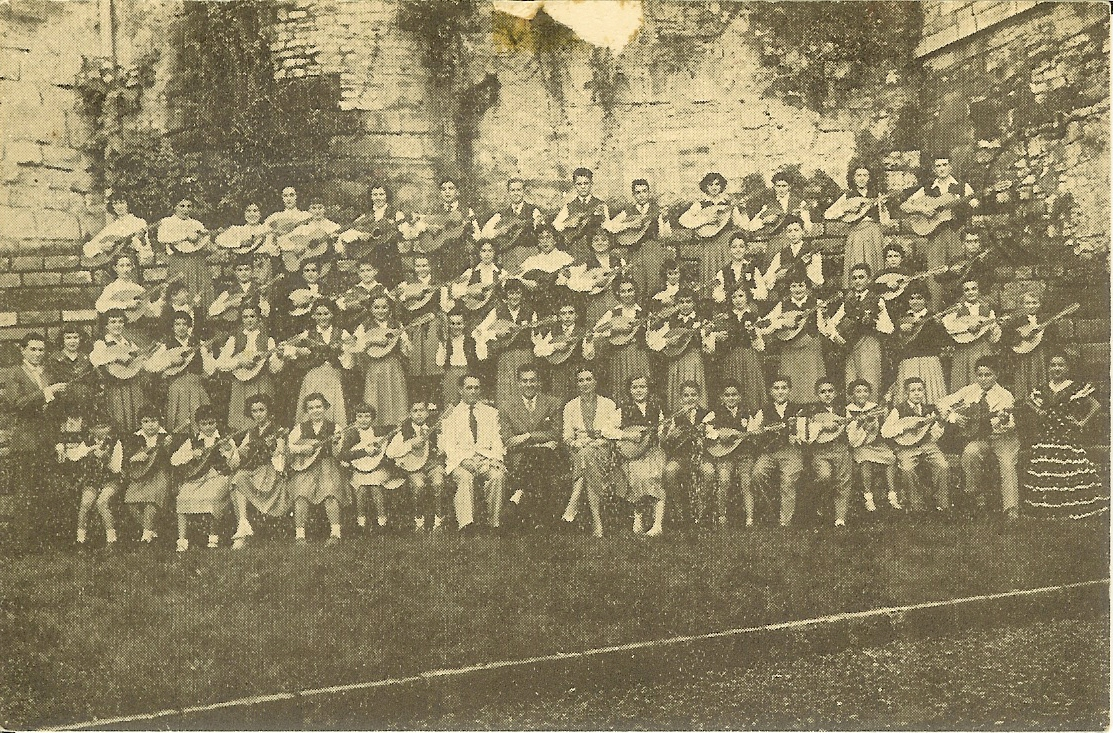
L'Estudiantina bayonnaise dans les années 1950 avec son parrain Luis Mariano (au centre en Alfred et Mayi Darizcuren)

 (février 2018).
L'Estudiantina bayonnaise est un orchestre à plectres créé dans les années 1950 à Bayonne par Alfred Darizcuren (1902-1992) qui l'a dirigé jusqu'au soir de sa vie. Cet orchestre de mandolines, mandoles et guitares, qui avait pour parrain le chanteur Luis Mariano a cessé d'exister dans les années 1980, lorsque son fondateur et chef a pris sa retraite. L'Estudiantina, qui a vu passer dans ses rangs plusieurs générations de jeunes Bayonnais, a pendant trois décennies animé la ville de Bayonne et rayonné dans tout le grand Sud-Ouest, jusqu'à Bordeaux et Toulouse, ainsi que vers plusieurs villes espagnoles. Il compte à son palmarès plusieurs disques vinyle 33 tours.
Alfred Darizcuren dispensait des cours de solfège, de mandoline, de mandole et de guitare. Il était également violoniste à l'orchestre du casino municipal de Biarritz. Il regroupait ses élèves une fois par semaine, le jeudi après-midi, pour les répétitions de l'Estudiantina. 
Lorsqu'un nouvel élève se présentait à lui, il l'intégrait au groupe dès le concert suivant, avec la consigne de faire semblant de jouer. Placé alors au milieu de l'orchestre avec un instrument entre les mains, le jeune élève s'imprégnait très tôt de l'ambiance du concert.

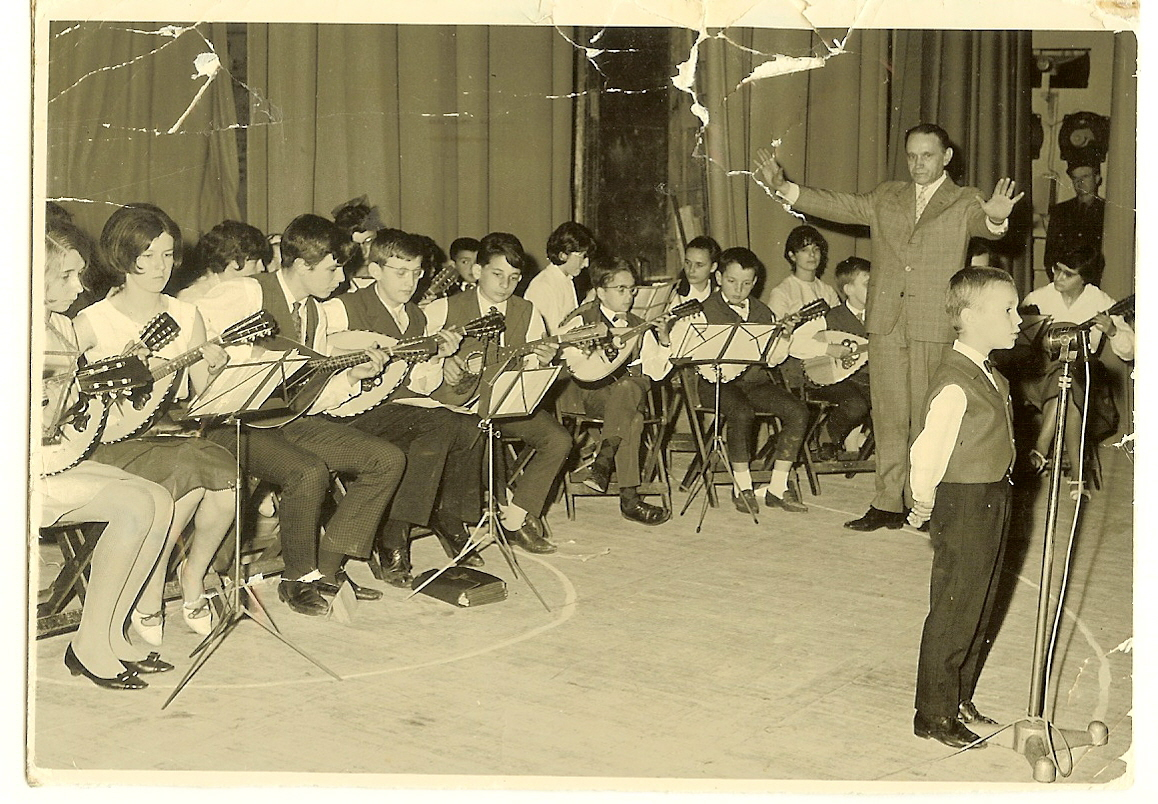
L'Estudiantina bayonnaise au théâtre de Bayonne en 1967

## Alfred Darizcuren, fondateur et directeur
L'Estudiantina bayonnaise a été créée par le musicien Alfred Darizcuren (1902-1992) qui était le mari de la peintre Mayi Darizcuren (1912-1995), dont une salle de la Maison des associations à Bayonne porte le nom. En 2012, la rue « Mayi et Alfred Darizcuren » à Bayonne (près de la Cité des arts) a été inaugurée en mémoire du couple d'artistes. L'un de leurs fils est le musicien Francis Darizcuren et l'un de leurs petits-enfants est la soprano Maud Darizcuren.

## Discographie
- España (de Chabrier), 33 T